# 戸田市
戸田市（とだし）は、埼玉県の南東部に位置する市。荒川を境に東京都と接する。1966年（昭和41年）市制施行。

## 地理
北をさいたま市南区、東を蕨市と川口市にそれぞれ地続きで接し、西の朝霞市と和光市、南の東京都板橋区と北区へは荒川を隔てて接する。市域はおおむね平坦な地形である。市域がコンパクトでその8割以上が市内にある鉄道3駅から2キロメートル圏内にある。 
さいたま市南区の西部と戸田市はかつて同じ佐々目郷に属していて市街地は連続している。1959年（昭和34年）には戸田市の一部地域が浦和市に編入され、現在でも同じJR埼京線沿線であることからさいたま市は最も結び付きの強い地区となっている。
当市内を荒川、笹目川、菖蒲川、緑川、荒川左岸排水路、上戸田川、文蔵川が流れる。

### 隣接している自治体・行政区
※括弧内は行政区を示す
- 埼玉県
  - さいたま市（南区）
  - 川口市
  - 朝霞市
  - 和光市
  - 蕨市
- 東京都
  - 板橋区
  - 北区[注釈 1]

## 歴史
五街道の一つである中山道（現国道17号）が通り、荒川の渡河のために「戸田の渡し」が置かれるなど交通の要衝として栄えてきた。
平成の大合併の際は川口市との合併（武南市構想）が検討されたが、生活圏が異なり（生活圏はさいたま市寄り）、人口の増加を勘案すると単独で20万人（中核市指定要件）に到達することも可能であることから、当分単独市のままでいることが決まった。かつて浦和市（現・さいたま市）との合併構想もあり、市北部の一部が浦和市に編入している。
- 1889年（明治22年）4月1日 - 町村制施行に伴い、北足立郡上戸田村・下戸田村・新曽村の区域をもって戸田村が成立する。
- 1941年（昭和16年）6月1日 - 町制施行により戸田町となる。
- 1950年（昭和25年）4月1日 - 東京都板橋区に荒川右岸の大字上戸田の一部（約 0.2 km2）が移譲され、同区舟渡三丁目（現・四丁目の一部）となる。
- 1957年（昭和32年）7月20日 - 北足立郡美笹村を編入。
- 1959年（昭和34年）4月1日 - 旧美笹村北部の松本新田・曲本・内谷および堤外の一部が分離し、浦和市（現・さいたま市南区）に編入される。
- 1966年（昭和41年）10月1日 - 市制施行により戸田市となる。同時に市旗・市章を制定。
- 1985年（昭和60年）9月30日 - 埼京線が開通し、戸田公園駅・戸田駅・北戸田駅が開業。交通の便が良くなったため、中高層マンションの建設が相次いだ。20メートル以上の建造物が2008年現在、約260となっている[3]。
- 2003年（平成15年） - 川口市などとの合併協議に不参加を表明。

## 人口
| |                                        |  |
| 戸田市と全国の年齢別人口分布（2005年） | 戸田市の年齢・男女別人口分布（2005年） |  |
| ■紫色 ― 戸田市 ■緑色 ― 日本全国 | ■青色 ― 男性 ■赤色 ― 女性              |  |
| 戸田市（に相当する地域）の人口の推移 \| 1970年（昭和45年） \| 69,511人 \| \| \| 1975年（昭和50年） \| 77,137人 \| \| \| 1980年（昭和55年） \| 78,435人 \| \| \| 1985年（昭和60年） \| 76,960人 \| \| \| 1990年（平成2年） \| 87,599人 \| \| \| 1995年（平成7年） \| 97,571人 \| \| \| 2000年（平成12年） \| 108,039人 \| \| \| 2005年（平成17年） \| 116,696人 \| \| \| 2010年（平成22年） \| 123,017人 \| \| \| 2015年（平成27年） \| 136,150人 \| \| \| 2020年（令和2年） \| 140,899人 \| \| |                                        |  |
| 総務省統計局 国勢調査より |                                        |  |
| 1970年（昭和45年） | 69,511人                               |  |
| 1975年（昭和50年） | 77,137人                               |  |
| 1980年（昭和55年） | 78,435人                               |  |
| 1985年（昭和60年） | 76,960人                               |  |
| 1990年（平成2年） | 87,599人                               |  |
| 1995年（平成7年） | 97,571人                               |  |
| 2000年（平成12年） | 108,039人                              |  |
| 2005年（平成17年） | 116,696人                              |  |
| 2010年（平成22年） | 123,017人                              |  |
| 2015年（平成27年） | 136,150人                              |  |
| 2020年（令和2年） | 140,899人                              |  |

- 人口密度：6,770人/km²（2010年国勢調査時）

## 行政
- 市長 - 菅原文仁（2018年3月31日就任、2期目）

### 歴代市長
| 代   | 氏名     | 就任   | 退任   | 備考                                                                            |
| ---- | -------- | ------ | ------ | ------------------------------------------------------------------------------- |
| 初代 | 野口政吉 | 1966年 | 1974年 | 3期・1963年から1966年まで市政施行前の戸田町長を1期在任（通算4期）。在任中死去。 |
| 2代  | 斎藤純忠 | 1974年 | 1998年 | 6期                                                                             |
| 3代  | 神保国男 | 1998年 | 2018年 | 5期                                                                             |
| 4代  | 菅原文仁 | 2018年 | 現職   | 2期                                                                             |

### 行政機構
- 市長
- 副市長
  - 政策秘書室
  - 危機管理防災課
  - 総務部 - 庶務課、経営企画課、人事課、情報統計課
  - 財務部 - 財政課、資産管理課、入札検査課、税務課、収納推進課
  - 市民生活部 - 市民課、協働推進課、防犯くらし交通課、文化スポーツ課
  - 環境経済部 - 経済政策課、環境課、みどり公園課
  - 福祉部 - 生活支援課、長寿介護課、保険年金課、
  - 都市整備部 - 都市計画課、まちづくり推進課、道路河川課、土地区画整理事務所
  - 市民医療センター - 総務課、診療室、介護老人保健施設
  - 会計管理者 - 会計課
- 戸田市消防本部
  - 消防本部 - 総務課、予防課、警防課
  - 消防署 - 消防第1課、消防第2課、東部分署、西部分署
- 戸田市議会
  - 事務局
- 教育委員会
  - 事務局 - 教育総務課、学務課、教育政策室、学校給食課、生涯学習課、図書館・郷土博物館
- 選挙管理委員会
- 監査委員
- 公平委員会
- 固定資産評価委員会
- 水道企業管理者
  - 上下水道部 - 上下水道経営課、水道施設課、下水道施設課

### 広域行政
一部事務組合

蕨戸田衛生センター

- 戸田ボートレース企業団 - 川口市､蕨市とともに戸田競艇開催関連の事務を行っている。
- 蕨戸田衛生センター組合 - 蕨市とともにごみ処理及び、し尿処理を行っている。

協議会
- 埼玉県南4市まちづくり協議会：川口市、蕨市、草加市とともに、4市で共通する広域的な行政課題の連絡調整、図書館の相互利用、災害時における避難場所の相互利用、健康づくりをテーマとした各種のスポーツ交歓大会等の各種事業を開催している。

## 議会

### 市議会
- 定数：26人
- 任期：2021年2月6日 - 2025年2月5日[4]
- 議長：細田昌孝（みらいの会）
- 副議長：竹内正明（公明党）

| 会派名               | 議席数 | 議員名（◎は代表者）                                         |
| -------------------- | ------ | ----------------------------------------------------------- |
| みらいの会           | 6      | ◎熊木照明、榎本守明、遠藤英樹、細田昌孝、古屋智通、十川拓也 |
| 戸田の会             | 6      | ◎酒井郁郎、浅生和英、佐藤太信、宮内奏子、野澤茂雅、矢澤青河 |
| 令和会               | 5      | ◎伊東秀浩、山崎雅俊、峯岸義雄、林冬彦、斎藤直子             |
| 公明党               | 5      | ◎三浦芳一、竹内正明、三輪なお子、石川清明、三浦伸雄         |
| 日本共産党戸田市議団 | 3      | ◎本田哲、武藤葉子、花井伸子                                 |
| 立憲民主とだ         | 1      | 小金澤優                                                    |
| 計                   | 26     |                                                             |

（2022年3月9日現在）

### 衆議院
- 埼玉15区（さいたま市（桜区、南区）、川口市の一部、蕨市、戸田市）
- 任期：2021年10月31日 - 2025年10月30日
- 投票日：2021年10月31日
- 当日有権者数：422,917人
- 投票率：53.65％

| 当落 | 候補者名   | 年齢 | 所属党派     | 新旧別 | 得票数    | 重複 |
| ---- | ---------- | ---- | ------------ | ------ | --------- | ---- |
| 当   | 田中良生   | 57   | 自由民主党   | 前     | 102,023票 | ○    |
|      | 高木錬太郎 | 49   | 立憲民主党   | 前     | 71,958票  | ○    |
| 比当 | 沢田良     | 42   | 日本維新の会 | 新     | 48,434票  | ○    |

## 経済

### 商業施設

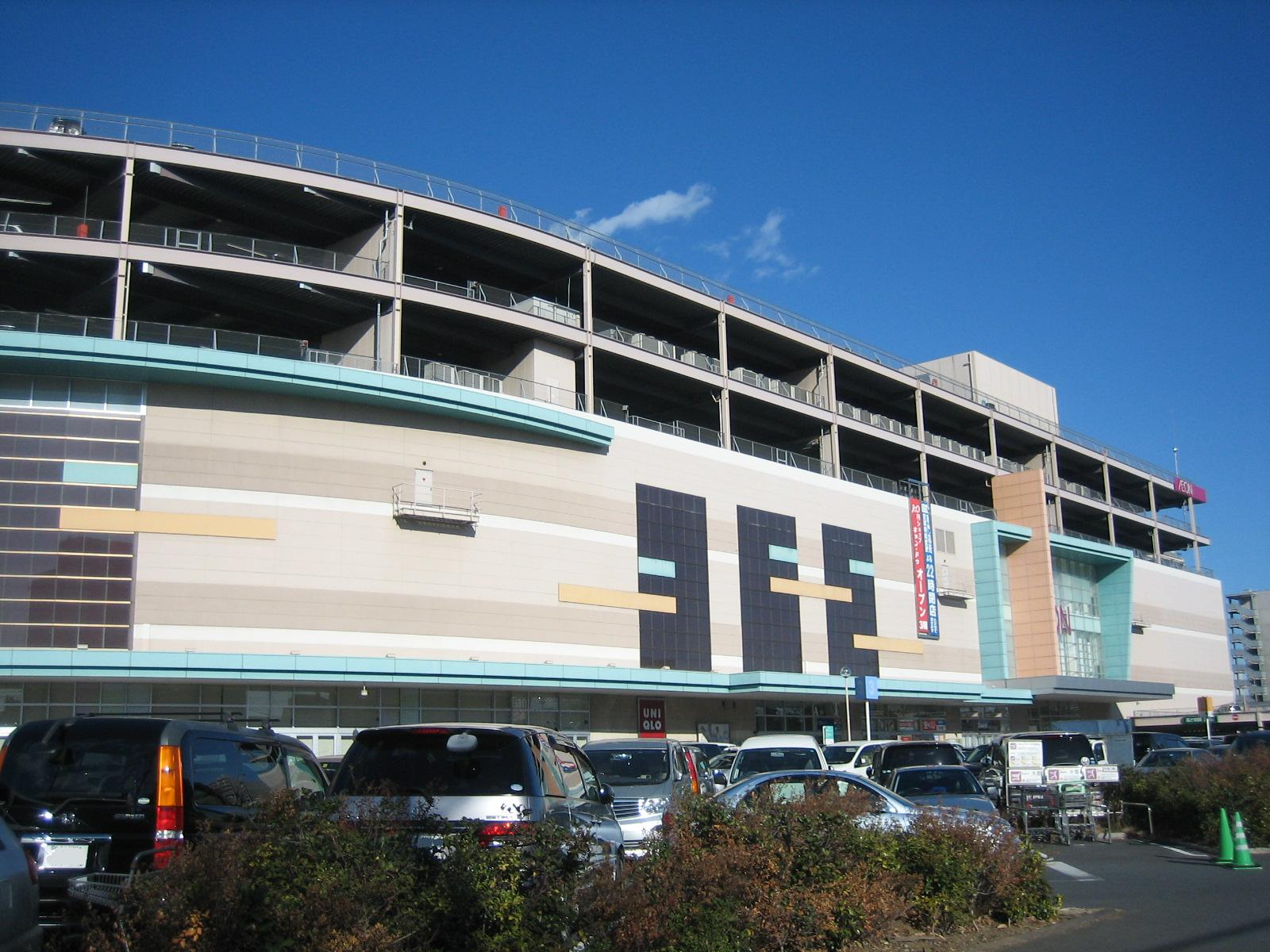
イオンモール北戸田

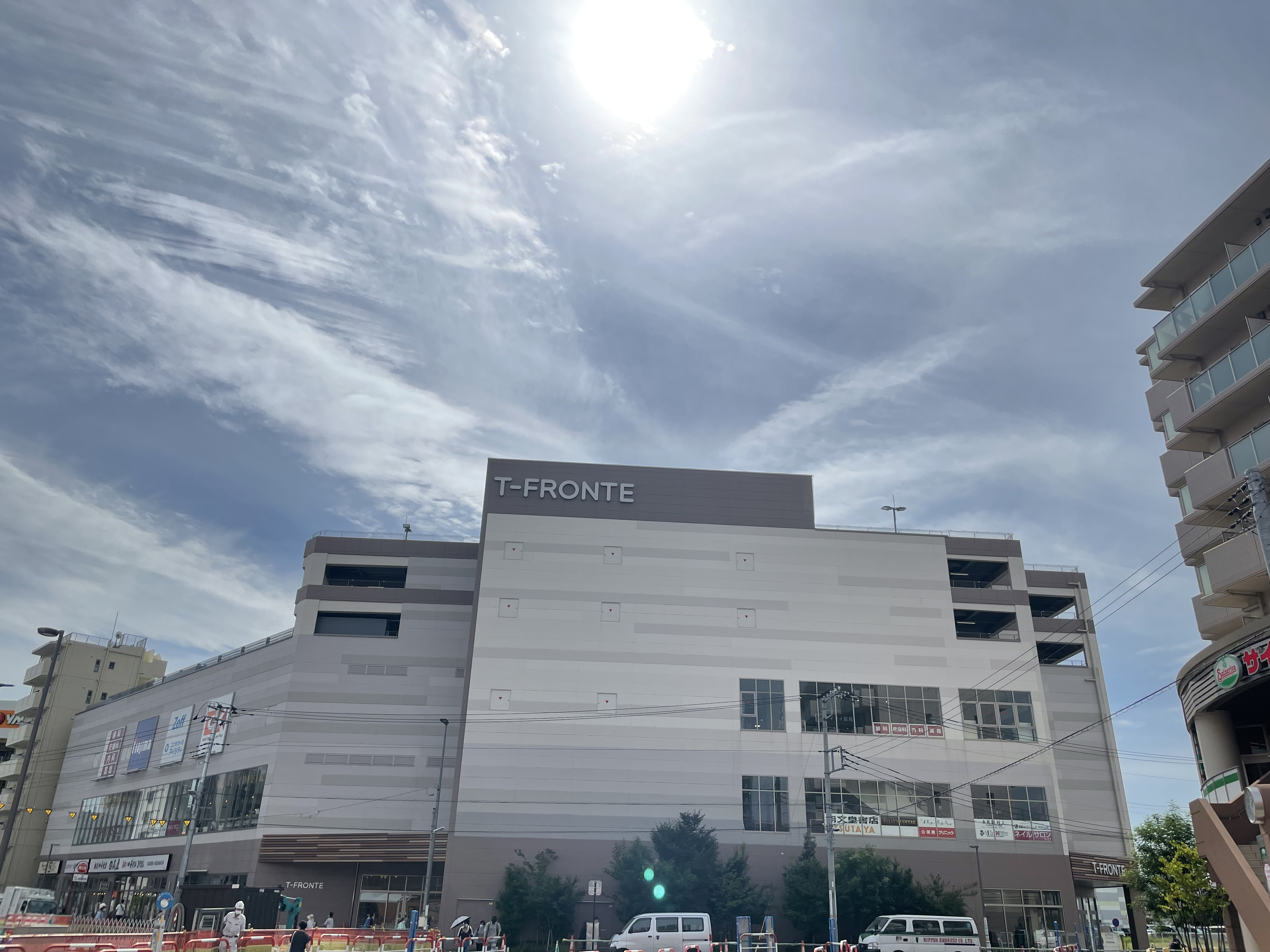
T-FRONTE

- イオンモール北戸田
大型ショッピングセンター。

- T-FRONTE
戸田駅西口の商業施設。
- Beans戸田公園
戸田公園駅に直結するショッピングセンター。

### 市内に本社を置く企業
- オカゼン
- 戸田フーズ
- ピンゴルフジャパン
- ファミリー引越センター - 本町

### 金融機関
- 埼玉りそな銀行戸田支店
- 群馬銀行戸田支店
- 武蔵野銀行戸田支店・戸田西支店
- きらぼし銀行戸田支店
- 青木信用金庫戸田支店
- 川口信用金庫戸田支店・戸田北支店
- 巣鴨信用金庫戸田支店・西戸田支店
- 城北信用金庫戸田支店・東戸田支店
- 瀧野川信用金庫戸田支店
- 東京信用金庫戸田支店

### その他

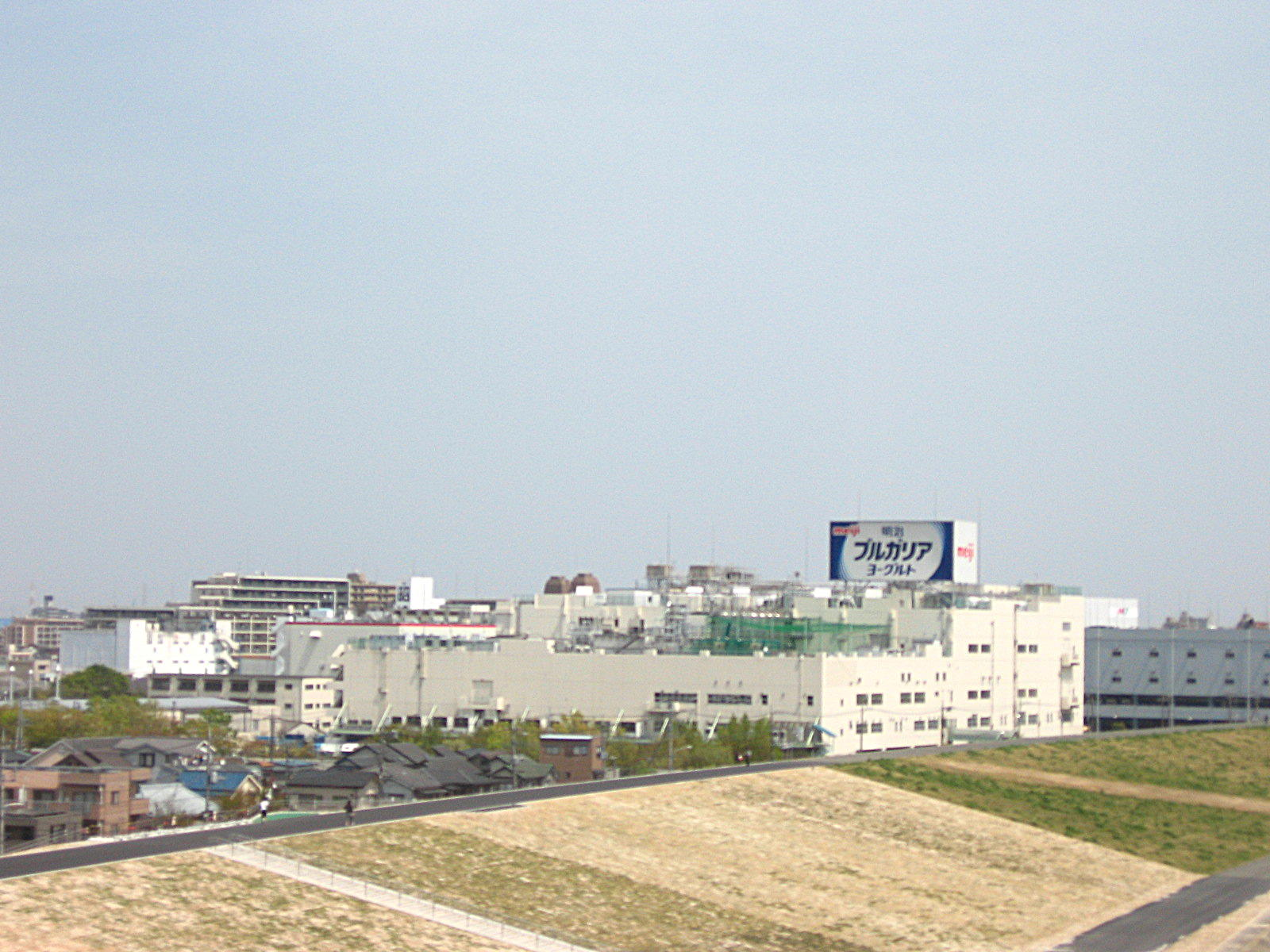
明治戸田工場

東京特別区に隣接しているため、印刷・倉庫・運輸関係の会社が多い。
- ヤマト運輸北東京主管支店・北東京ベース店
- 国際興業バス戸田営業所
- 明治戸田工場
- 朝倉書店戸田配本センター
- 早川書房戸田配本センター
- 日本レストランエンタプライズ北戸田工場
- 毎日新聞社印刷所
- 中日新聞社（東京新聞）印刷所

## 姉妹都市・提携都市

### 国内
姉妹都市
- 美里町（埼玉県）
1992年(平成4年) 姉妹都市提携
- 沼津市（静岡県）
1993年(平成5年) 旧田方郡戸田村と姉妹都市提携
- 白河市（福島県）
1993年(平成5年) 旧西白河郡大信村と姉妹都市提携

提携都市
- 常滑市（愛知県）
1997年(平成9年)3月27日 災害時相互応援協定締結

### 海外
姉妹都市
- リバプール市（オーストラリア連邦ニューサウスウェールズ州）
1992年(平成4年)10月1日姉妹都市締結

友好都市
- 開封市（中華人民共和国河南省）
1984年(昭和59年)8月21日友好都市締結

## 地域

### 現行行政町名
戸田市では、一部の区域で住居表示に関する法律に基づく住居表示が実施されている。
| 町名           | 町名の読み         | 町の区域新設年月日 | 住居表示実施年月日 | 住居表示実施前の町名等                                                                                  | 備考                                                          |
| -------------- | ------------------ | ------------------ | ------------------ | --- | ------------------------------------------------------------- |
| 喜沢一丁目     | きざわ             | 1963年7月24日      | 未実施             | | 後土地区画整理事業施行区域                                    |
| 喜沢二丁目     | きざわ             | 1963年7月24日      | 未実施             | | 後土地区画整理事業施行区域                                    |
| 喜沢南一丁目   | きざわみなみ       | 1967年4月1日       | 1967年4月1日       | 大字下戸田字細田・字菖蒲の各一部                                                                        |                                                               |
| 喜沢南二丁目   | きざわみなみ       | 1967年4月1日       | 1967年4月1日       | 大字下戸田字菖蒲の一部                                                                                  |                                                               |
| 中町一丁目     | なかちょう         | 1963年7月24日      | 未実施             | | 後土地区画整理事業施行区域                                    |
| 中町二丁目     | なかちょう         | 1967年4月1日       | 1967年4月1日       | 大字下戸田字細田・字新田の各一部                                                                        |                                                               |
| 下戸田一丁目   | しもとだ           | 1970年6月1日       | 1970年6月1日       | 大字蕨字穂保作、大字下戸田字前・字細田の各全部と中町1、大字下戸田字後・字鬼沢、大字上戸田字前谷の各一部 | 中部土地区画整理事業施行区域                                  |
| 下戸田二丁目   | しもとだ           | 1970年6月1日       | 1970年6月1日       | 大字上戸田字荒井前の全部と大字上戸田字前谷、大字下戸田字後・字鬼沢の各一部                              | 中部土地区画整理事業施行区域                                  |
| 下前一丁目     | しもまえ           | 1967年4月1日       | 1967年4月1日       | 大字下戸田字新田の一部                                                                                  |                                                               |
| 下前二丁目     | しもまえ           | 1967年4月1日       | 1967年4月1日       | 大字下戸田字新田・字河岸の各一部                                                                        |                                                               |
| 川岸一丁目     | かわぎし           | 1967年4月1日       | 1967年4月1日       | 大字下戸田字河岸・字菖蒲の各一部                                                                        |                                                               |
| 川岸二丁目     | かわぎし           | 1967年4月1日       | 1967年4月1日       | 大字下戸田字河岸・字菖蒲の各一部                                                                        |                                                               |
| 川岸三丁目     | かわぎし           | 1968年11月1日      | 1968年11月1日      | 大字上戸田字曲尺手・字南原の各一部                                                                      |                                                               |
| 本町一丁目     | ほんちょう         | 1968年11月1日      | 1968年11月1日      | 大字上戸田字前田の一部                                                                                  |                                                               |
| 本町二丁目     | ほんちょう         | 1968年11月1日      | 1968年11月1日      | 大字上戸田字前田・字曲尺手の各一部                                                                      |                                                               |
| 本町三丁目     | ほんちょう         | 1968年11月1日      | 1968年11月1日      | 大字上戸田字前田・字曲尺手の各一部                                                                      |                                                               |
| 本町四丁目     | ほんちょう         | 1968年11月1日      | 1968年11月1日      | 大字上戸田字前田・字曲尺手の各一部                                                                      |                                                               |
| 本町五丁目     | ほんちょう         | 1968年11月1日      | 1968年11月1日      | 大字上戸田字曲尺手・字南原の各一部                                                                      |                                                               |
| 南町           | みなみちょう       | 1968年11月1日      | 1968年11月1日      | 大字上戸田字曲尺手・字南原の各一部                                                                      |                                                               |
| 戸田公園       | とだこうえん       | 1968年11月1日      | 1968年11月1日      | 大字下笹目宇南辺島の全部と大字新曽字上原・字下原、大字上戸田字南原の各一部                              |                                                               |
| 上戸田一丁目   | かみとだ           | 1970年6月1日       | 1970年6月1日       | 大字上戸田字後谷・字細合・字前谷の各一部                                                                | 中部土地区画整理事業施行区域                                  |
| 上戸田二丁目   | かみとだ           | 1970年6月1日       | 1970年6月1日       | 大字上戸田字後谷・字細合・字前谷の各一部                                                                | 中部土地区画整理事業施行区域                                  |
| 上戸田三丁目   | かみとだ           | 1970年6月1日       | 1970年6月1日       | 大字上戸田字後谷・字細合・字前谷・字前田、大字新曽字小玉の各一部                                        | 中部土地区画整理事業施行区域                                  |
| 上戸田四丁目   | かみとだ           | 1970年6月1日       | 1970年6月1日       | 大字上戸田字後谷・字稲荷木、大字新曽字小玉の各一部                                                      | 中部土地区画整理事業施行区域                                  |
| 上戸田五丁目   | かみとだ           | 1970年6月1日       | 1970年6月1日       | 大字上戸田字前谷・字細合・字前田・字後谷、大字新曽字小玉の各一部                                        | 中部土地区画整理事業施行区域                                  |
| 大字上戸田     | かみとだ           | 1889年4月1日       | 未実施             | |                                                               |
| 新曽南一丁目   | にいぞみなみ       | 1968年11月1日      | 1968年11月1日      | 大字新曽字下前谷の一部                                                                                  |                                                               |
| 新曽南二丁目   | にいぞみなみ       | 1968年11月1日      | 1968年11月1日      | 大字新曽字下前谷の一部                                                                                  |                                                               |
| 新曽南三丁目   | にいぞみなみ       | 1968年11月1日      | 1968年11月1日      | 大字新曽字下前谷・字下原の各一部                                                                        |                                                               |
| 新曽南四丁目   | にいぞみなみ       | 1968年11月1日      | 1968年11月1日      | 大字新曽字下前谷・字上前谷・字下原・字上原の各一部                                                      |                                                               |
| 氷川町一丁目   | ひかわちょう       | 1968年11月1日      | 1968年11月1日      | 大字新曽字上前谷の一部                                                                                  |                                                               |
| 氷川町二丁目   | ひかわちょう       | 1968年11月1日      | 1968年11月1日      | 大字新曽字上前谷・字上原の各一部                                                                        |                                                               |
| 氷川町三丁目   | ひかわちょう       | 1968年11月1日      | 1968年11月1日      | 大字新曽字上前谷・字上原の各一部                                                                        |                                                               |
| 大字新曽       | にいぞ             | 1889年4月1日       | 未実施             | |                                                               |
| 笹目南町       | ささめみなみちょう | 1976年4月1日       | 1976年4月1日       | |                                                               |
| 笹目北町       | ささめきたちょう   | 1987年4月22日      | 未実施             | | 北部第一土地区画整理事業施行区域                              |
| 早瀬一丁目     | はやせ             | 1976年4月1日       | 1976年4月1日       | |                                                               |
| 早瀬二丁目     | はやせ             | 1976年4月1日       | 1976年4月1日       | |                                                               |
| 笹目一丁目     | ささめ             | 1983年11月30日     | 未実施             | | 西部土地区画整理事業施行区域 北部第一土地区画整理事業施行区域 |
| 笹目二丁目     | ささめ             | 1983年11月30日     | 未実施             | | 西部土地区画整理事業施行区域                                  |
| 笹目三丁目     | ささめ             | 1983年11月30日     | 未実施             | | 西部土地区画整理事業施行区域                                  |
| 笹目四丁目     | ささめ             | 1983年11月30日     | 未実施             | | 西部土地区画整理事業施行区域 北部第一土地区画整理事業施行区域 |
| 笹目五丁目     | ささめ             | 1983年11月30日     | 未実施             | | 西部土地区画整理事業施行区域                                  |
| 笹目六丁目     | ささめ             | 1983年11月30日     | 未実施             | | 西部土地区画整理事業施行区域                                  |
| 笹目七丁目     | ささめ             | 1983年11月30日     | 未実施             | | 西部土地区画整理事業施行区域                                  |
| 笹目八丁目     | ささめ             | 1983年11月30日     | 未実施             | | 西部土地区画整理事業施行区域                                  |
| 大字下笹目     | しもささめ         | 1957年7月20日      | 未実施             | |                                                               |
| 美女木一丁目   | びじょぎ           | 1983年11月30日     | 未実施             | | 西部土地区画整理事業施行区域                                  |
| 美女木二丁目   | びじょぎ           | 1983年11月30日     | 未実施             | | 西部土地区画整理事業施行区域 北部第一土地区画整理事業施行区域 |
| 美女木三丁目   | びじょぎ           | 1983年11月30日     | 未実施             | | 西部土地区画整理事業施行区域 北部第一土地区画整理事業施行区域 |
| 美女木四丁目   | びじょぎ           | 1983年11月30日     | 未実施             | | 西部土地区画整理事業施行区域 北部第一土地区画整理事業施行区域 |
| 美女木五丁目   | びじょぎ           | 1983年11月30日     | 未実施             | | 西部土地区画整理事業施行区域                                  |
| 美女木六丁目   | びじょぎ           | 1983年11月30日     | 未実施             | | 西部土地区画整理事業施行区域                                  |
| 美女木七丁目   | びじょぎ           | 1983年11月30日     | 未実施             | | 西部土地区画整理事業施行区域                                  |
| 美女木八丁目   | びじょぎ           | 1983年11月30日     | 未実施             | | 西部土地区画整理事業施行区域                                  |
| 美女木東一丁目 | びじょぎひがし     | 1987年4月22日      | 未実施             | | 北部第一土地区画整理事業施行区域                              |
| 美女木東二丁目 | びじょぎひがし     | 1987年4月22日      | 未実施             | | 北部第一土地区画整理事業施行区域                              |
| 美女木北一丁目 | びじょぎきた       | 2021年11月1日      | 未実施             | | 北部第一土地区画整理事業施行区域                              |
| 美女木北二丁目 | びじょぎきた       | 2021年11月1日      | 未実施             | | 北部第一土地区画整理事業施行区域                              |
| 美女木北三丁目 | びじょぎきた       | 2021年11月1日      | 未実施             | | 北部第一土地区画整理事業施行区域                              |
| 大字美女木     | びじょぎ           | 1957年7月20日      | 未実施             | |                                                               |
| 内谷           | うちや             | 1957年7月20日      | 未実施             | |                                                               |
| 重瀬           | おもせ             | 1957年7月20日      | 未実施             | |                                                               |
| 曲本           | まがもと           | 1957年7月20日      | 未実施             | |                                                               |

東京特別区に接していることもあり、市域のほぼ全体が市街地である。主に一般住宅やマンション、商店が立ち並ぶほか、工場や物流センターなども多い。
下戸田地区
- - 下戸田 - 国道17号線より東側。
  - 下前 - 戸田公園駅東部にある地区。大字下戸田字下戸田前新田に由来。ちなみに、対になる上戸田前新田は上前町会として名を残す。
  - 中町 - 東部の町名。
  - 喜沢 - 西川口駅に近い東部の町名。大字下戸田字鬼澤において、新町名を命名する際に佳字を当てたことより、現在の名となった。
  - 喜沢南 - 喜沢の南部にある。住宅や工場がある。
  - 川岸[注釈 2] - 戸田公園の東にあり、名の通り荒川に沿った地区。旧大字下戸田字河岸。

上戸田地区
- - 本町 - 戸田公園駅周辺の町名。旧来より居住が多い。
  - 南町 - 戸田公園駅近くの町名。大字上戸田字南原に由来。
  - 戸田公園 - 埼玉県立戸田公園の区域を公園名と同じ町名とした。
  - 上戸田 - 市役所や文化会館がある戸田市の行政の中心部。文化会館前には後谷公園がある。上戸田一丁目 - 上戸田五丁目と大字上戸田字稲荷木に分かれる。

新曽地区
- - 新曽 - 小玉、柳原、稲荷、芦原などの字がある。芦原は町会名や小学校名になっているほか、公園やバス停にも字が使われている。北戸田駅・戸田駅、埼玉県立戸田翔陽高等学校・戸田市スポーツセンターがある。都市計画事業として新曽第一土地区画整理事業、新曽第二土地区画整理事業、北戸田駅東1街区第一種市街地再開発事業が施行中である。
  - 新曽南 - 大字新曽の南部を区画整理して出来た町名。倉庫や物流基地が多い。
  - 氷川町 - 南部の地区。新曽氷川神社があることからの町名である。ちなみに、上戸田や下戸田にも氷川神社がある。関東広域圏を放送対象地域とするTBSラジオの送信所がある。

笹目地区
- - 笹目 - 南西部にあり、一丁目から八丁目まである比較的広域な地区。旧笹目村の村域の一部にあたる。国道17号新大宮バイパス、首都高速道路5号池袋線が通る。
  - 笹目南町 - 笹目地区南部、新大宮バイパスに面した地区。物流センター・倉庫などが多く立地。
  - 笹目北町 - 笹目地区の一部。物流関係の建物が多い。
  - 惣右衛門 - かつての笹目村の大字。現在は区画整理に伴う町名変更で笹目の一部となっている。惣右衛門公園などに名前が残る。大字新曽の中に大字惣右衛門字谷口が一筆だけ残る。
  - 下笹目 - 大字下笹目字谷口が北戸田駅西側に残っている。また荒川の堤外の一部が今も大字下笹目である。
  - 早瀬 - 旧大字下笹目字早瀬。笹目橋があり、東京都へ通じている。

美女木地区
- - 美女木 - さいたま市に接する、比較的広い地区。首都高速道路・東京外環自動車道の美女木ジャンクションは信号機のあるジャンクションとして有名。美女木一丁目 - 美女木八丁目、大字美女木字向田、荒川堤外など。
  - 美女木東 - 用途地域は工業地域で工場・物流施設が多く立地するが、埼玉県立南稜高等学校、イオンモール北戸田、北戸田住宅（日本郵政グループ）、新東日本センター（東京簡易保険事務センター所管）、日本銀行戸田発券センターなどの施設が近年立地する。
  - 内谷 - 荒川の堤外、荒川調節池（彩湖）に面した地区。大字内谷という。河川敷であるため人家などはない。戸田市立彩湖自然学習センターがあり、所在地は大字内谷2887番地で、郵便番号の設定はない。
  - 曲本 - 内谷同様河川敷であり無人である。もともと内谷と曲本、美女木、松本新田の4つの村で合併し、美谷本村を形成していたが、その村域は現在、さいたま市と当市に分断されている。さいたま市となった内谷・曲本地区は住宅地となっている。戸田市大字曲本にも郵便番号の設定はない。
  - 重瀬 - もともとは内間木村（現・朝霞市の北部）の一部であったが、荒川の改修により戸田側に取り残された対岸の飛地となってしまったため編入し、大字下内間木から大字重瀬と改称した。彩湖道満グリーンパークという大きな公園がある。こちらも河川敷で、郵便番号の設定はない。かつては荒川堤外のこの地にも重瀬、道満、協和、大野の4集落があったが、1953年（昭和28年）から翌1954年（昭和29年）にかけて集団移転している。

上記以外にも町会名や公園名に多く旧町名や旧字名がある。

### 施設

#### 公共施設
| - 戸田市文化会館 - 戸田市立図書館 - 戸田市立郷土博物館 - 戸田市立教育センター - 戸田市こどもの国 - 上戸田地域交流センター - 笹目コミュニティセンター コンパル - 戸田市男女共同参画センター ビリーブ - 教育センター - 中央公民館 - 新曽公民館 - 下戸田公民館 - 美笹公民館 - 喜沢南会館 - 戸田市上前会館 - 戸田市起業支援センター - 地域職業相談室 - 戸田市役所中部浄水場 - 東部浄水場 - 学校給食センター |

#### 自然・公園
- 彩湖道満グリーンパーク
  - 彩湖自然学習センター
  - 荒川第一調節池（彩湖）
  - ヤクルト戸田球場（東京ヤクルトスワローズ二軍専用）
  - 道満河岸釣り場
- 戸田ヶ原
- 戸田公園
  - 戸田漕艇場（1964年東京オリンピック・ボート競技会場）

#### スポーツ施設
- 戸田市スポーツセンター
- 戸田競艇場
- 戸田市北部公園野球場（市営球場）
- 新田公園野球場
- 笹目公園野球場
- 惣右衛門公園サッカー場

#### マスメディア
- TBSラジオ戸田送信所（戸田競艇場北側）

TBSラジオの送信所。戸田送信所から関東一円に電波を発信する。
- 埼京オフセット

中日新聞社のグループ会社。東京新聞・東京中日スポーツの印刷工場。

#### その他
- 少年自然の家
長野県諏訪郡富士見町、入笠山麓の山中にかつて存在した自然豊かな生涯学習施設。
市立小中学校などに団体旅行等で使用され、一般客も宿泊することができた。
市立小学校の多くは夏にかけて林間学校で、市立中学校の多くには冬にかけてスキー教室で利用された。
収容人数不足と建物老朽化2021年3月31日をもって閉鎖された。
- 戸田市保養所「白田の湯」
静岡県賀茂郡東伊豆町白田に存在した、保養・レジャー宿泊施設。市民や、一般客も宿泊可能であった。2022年3月31日（3月30日の宿泊）をもって閉館した。

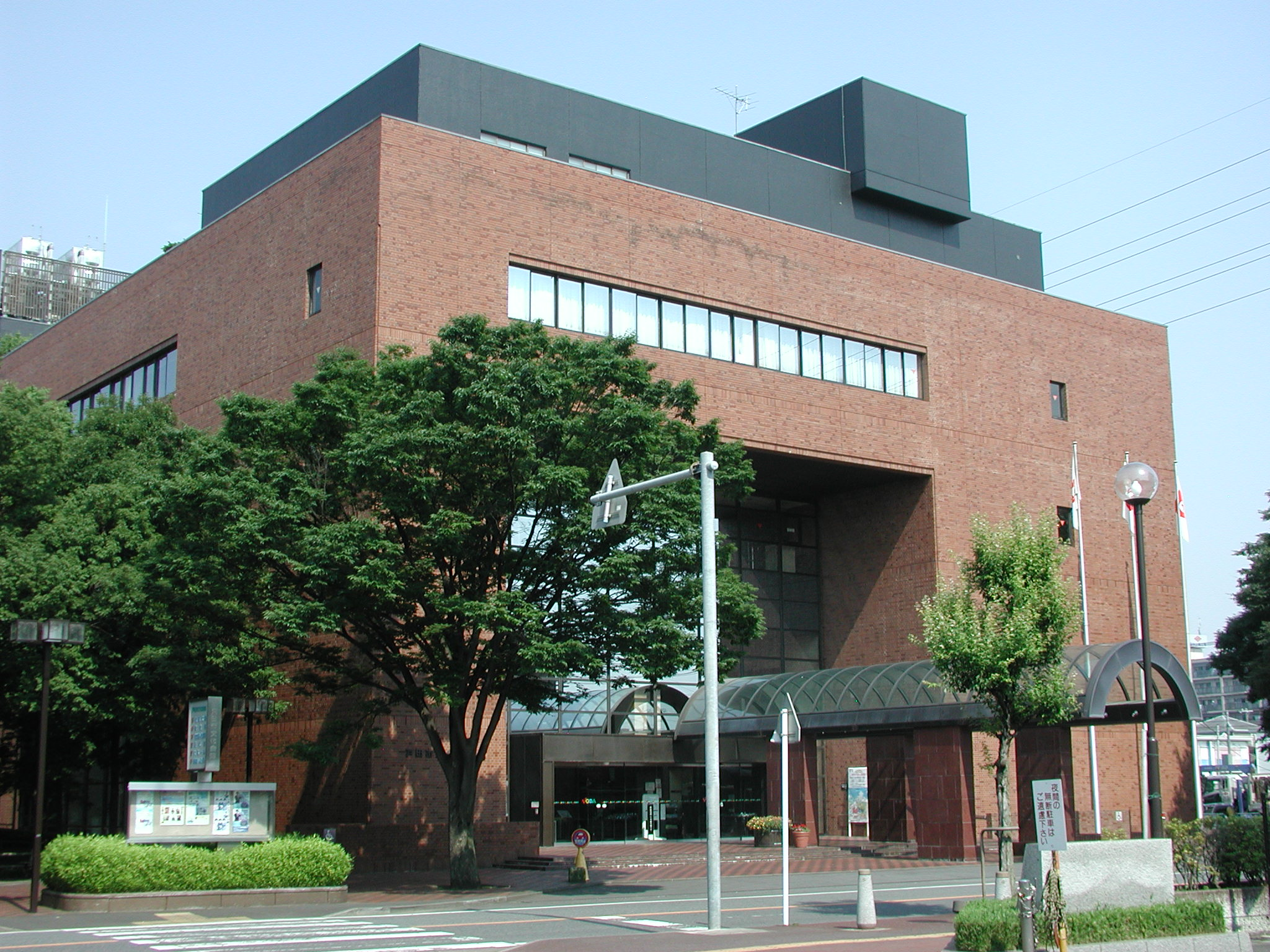
戸田市文化会館 （2009年6月27日）
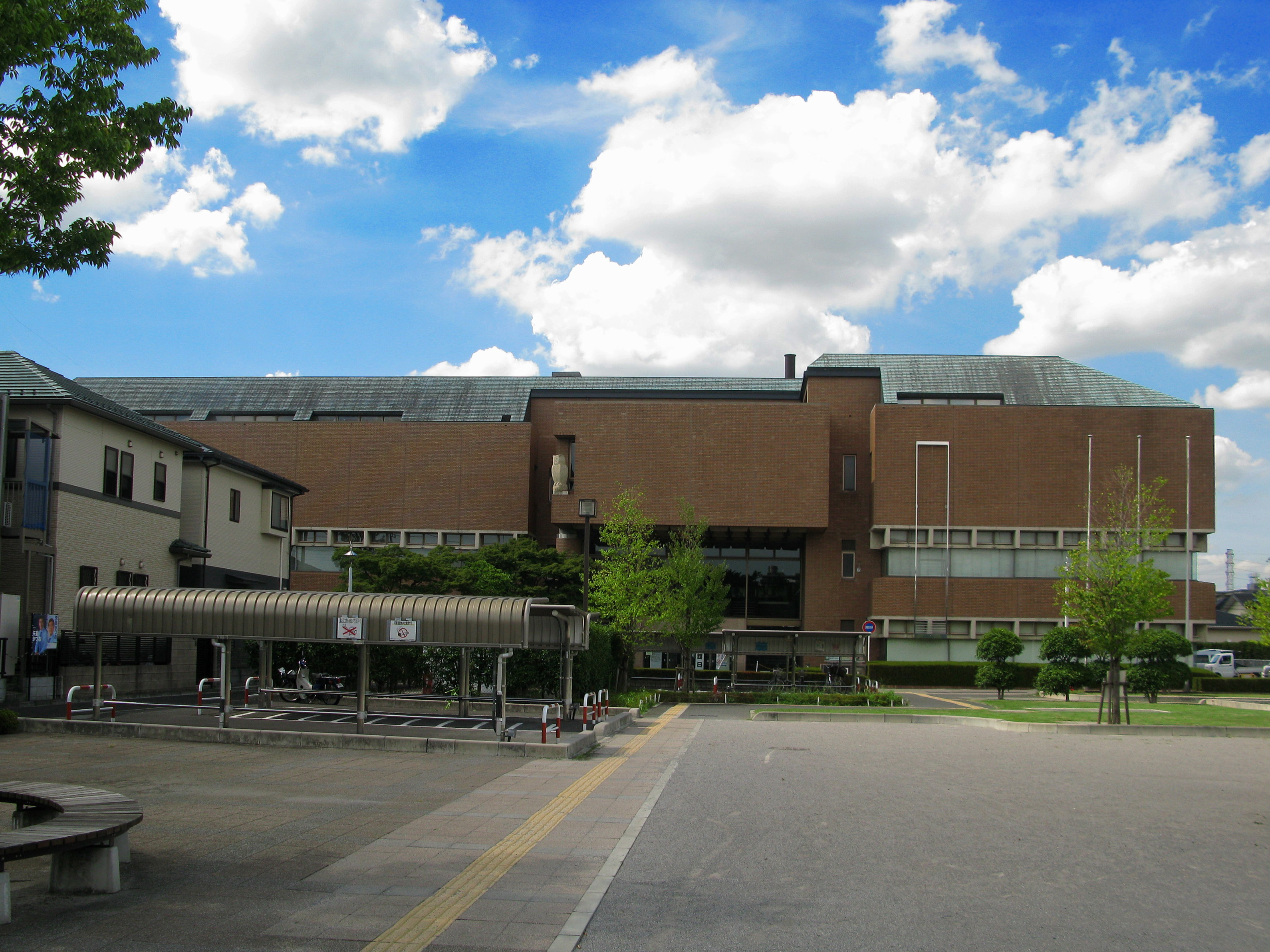
戸田市立図書館 （2012年9月10日）
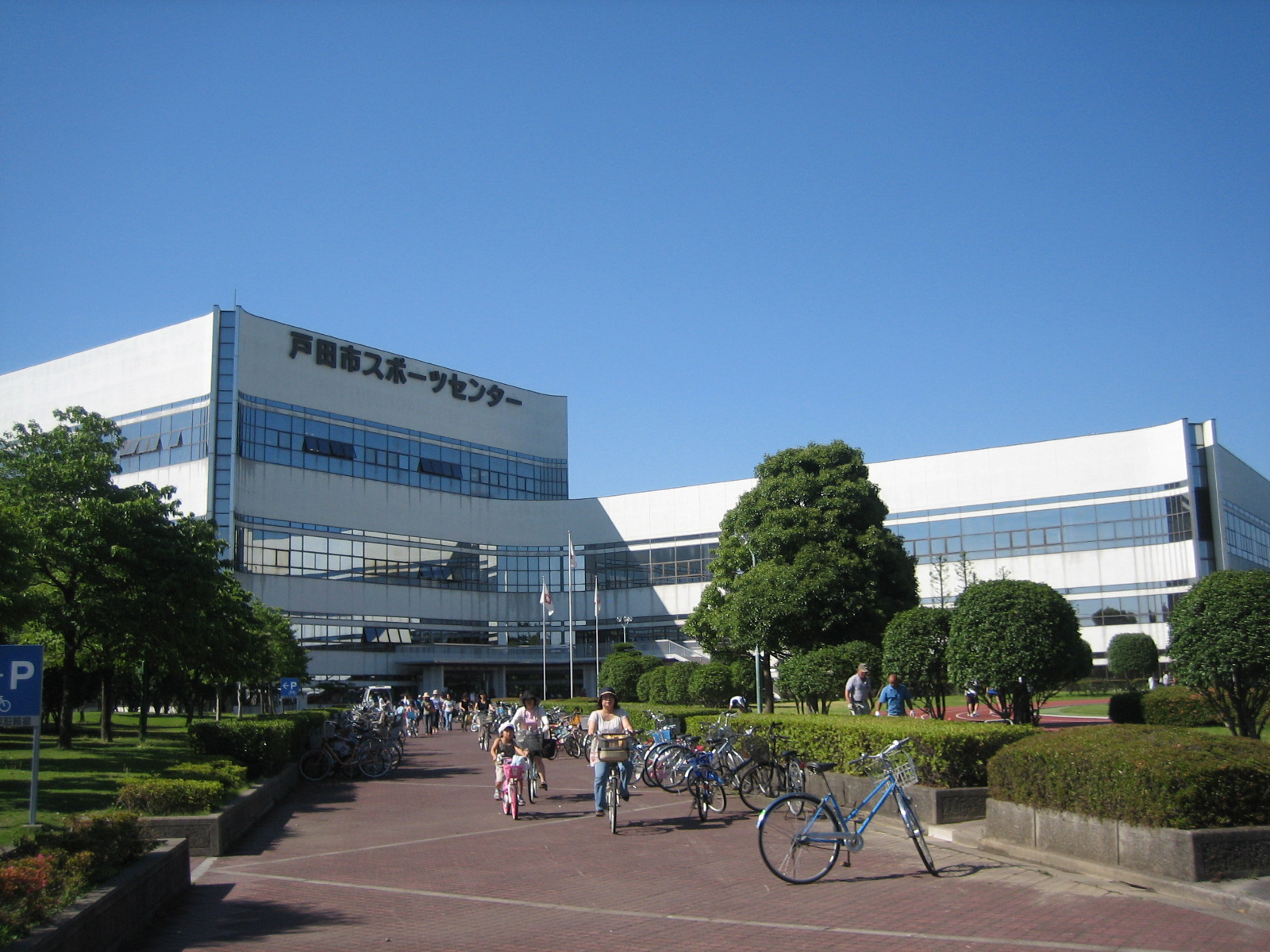
戸田市スポーツセンター （南側入口、2007年6月16日）
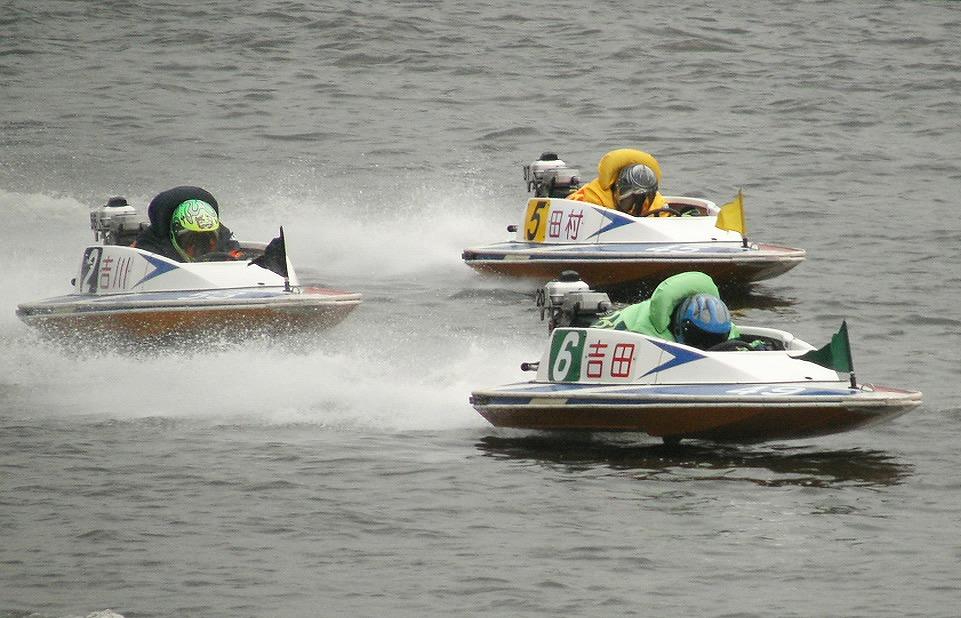
戸田競艇
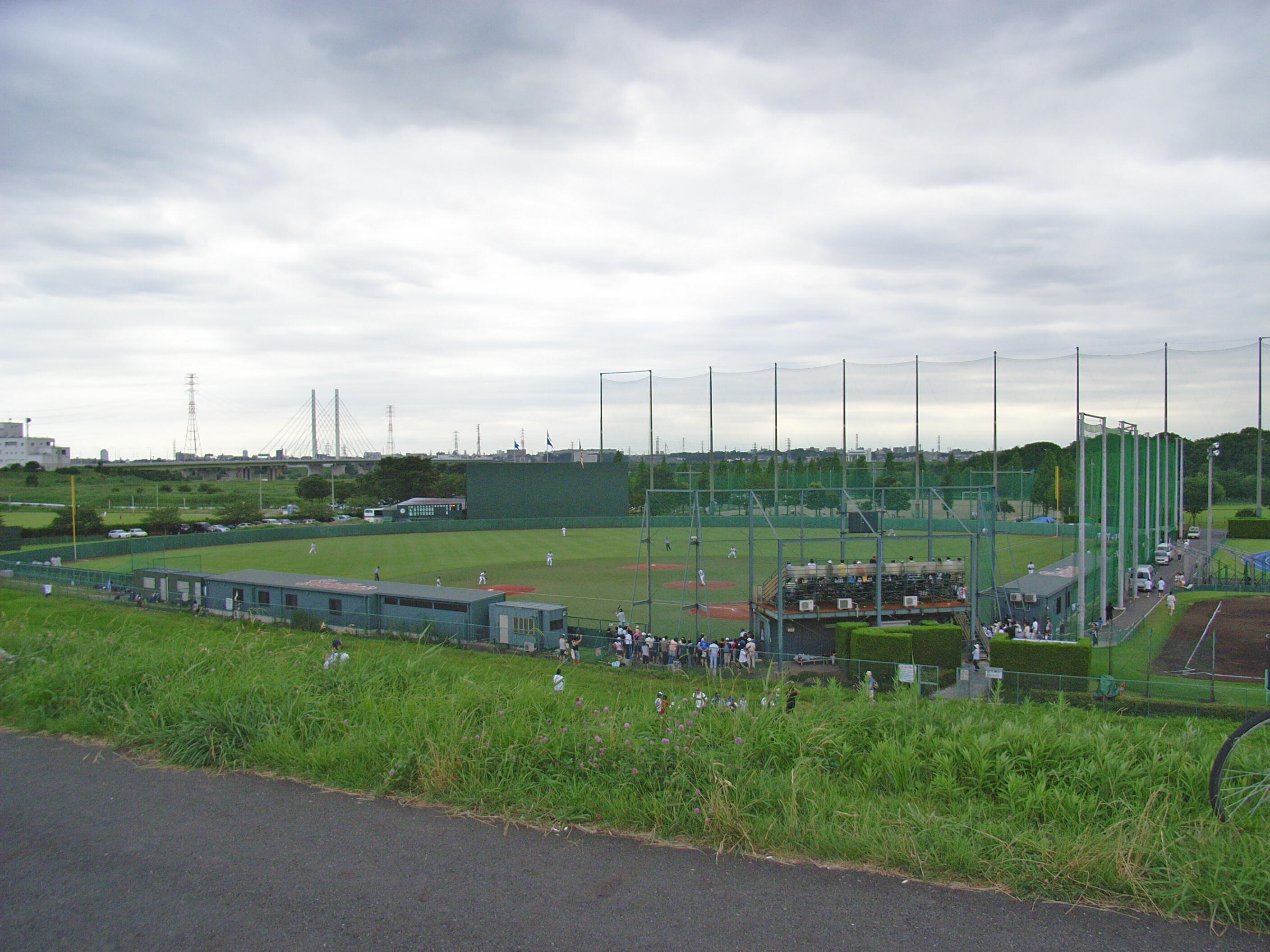
ヤクルト戸田球場
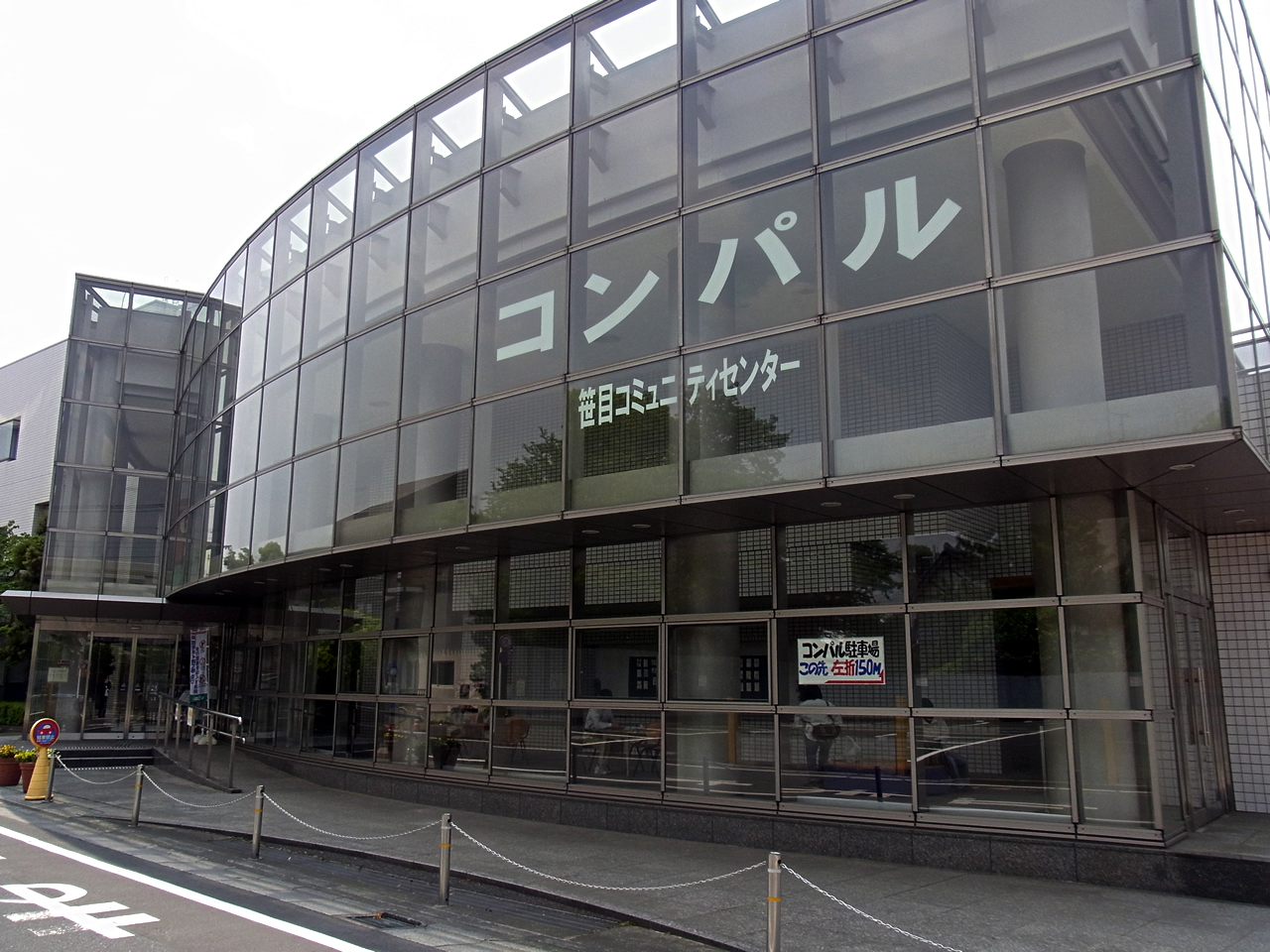
笹目コミュニティセンター コンパル

### 郵便局
蕨郵便局が戸田市の集配を担当している。
- 戸田笹目郵便局
- 戸田本町郵便局
- 戸田美女木郵便局
- 戸田美女木東郵便局
- 戸田喜沢郵便局
- 戸田新曽南郵便局
- 上戸田郵便局
- 戸田新曽郵便局
- 戸田公園駅前郵便局- 風景印配備局

### 国の出先機関
- 国土交通省関東地方整備局北首都国道事務所戸田維持出張所

### 県の機関
- 大宮公園事務所戸田公園管理事務所
- 笹目川排水機場
- 荒川水循環センター
  - 埼玉県下水道公社荒川左岸南部支社

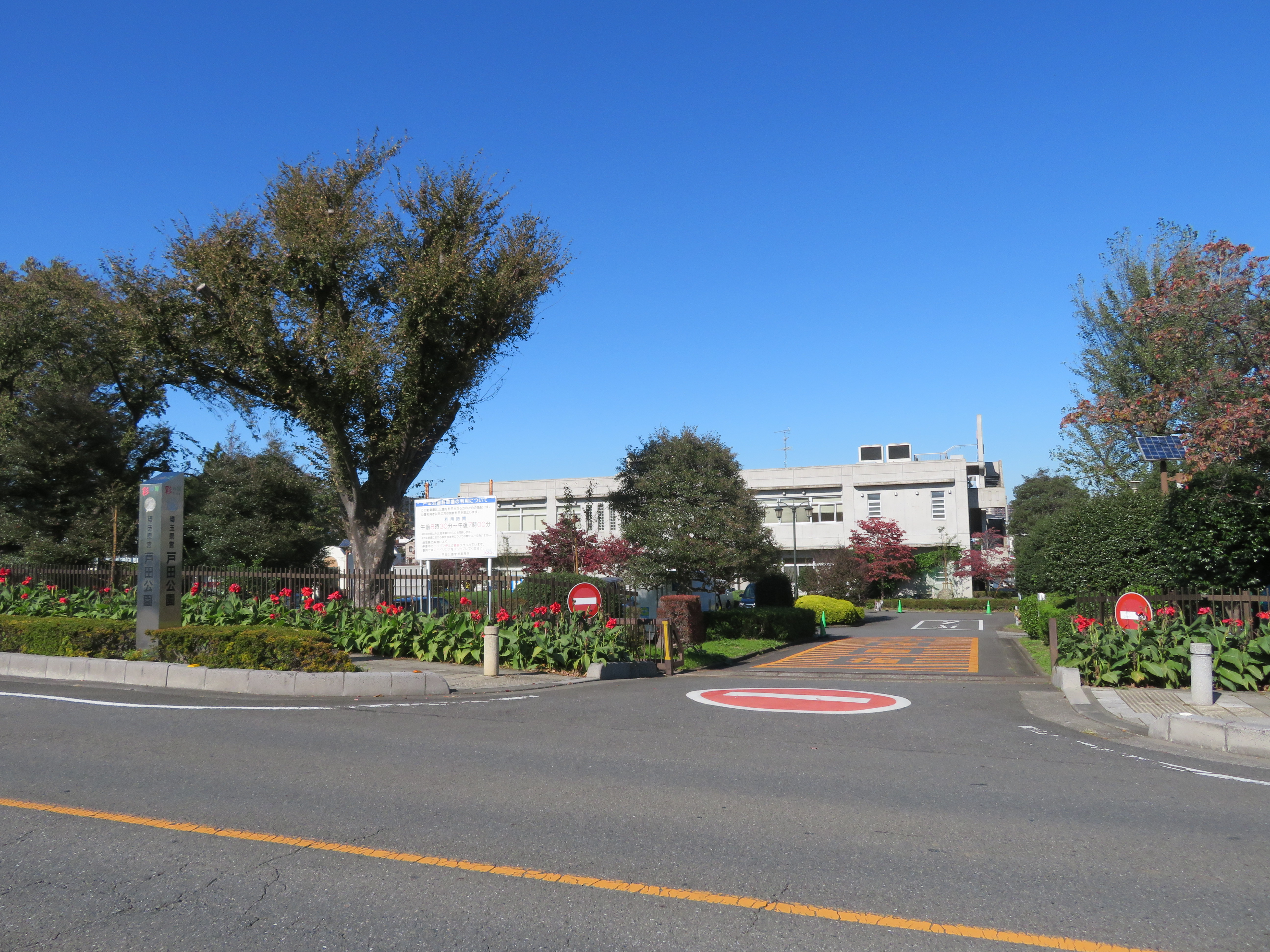
戸田公園管理事務所
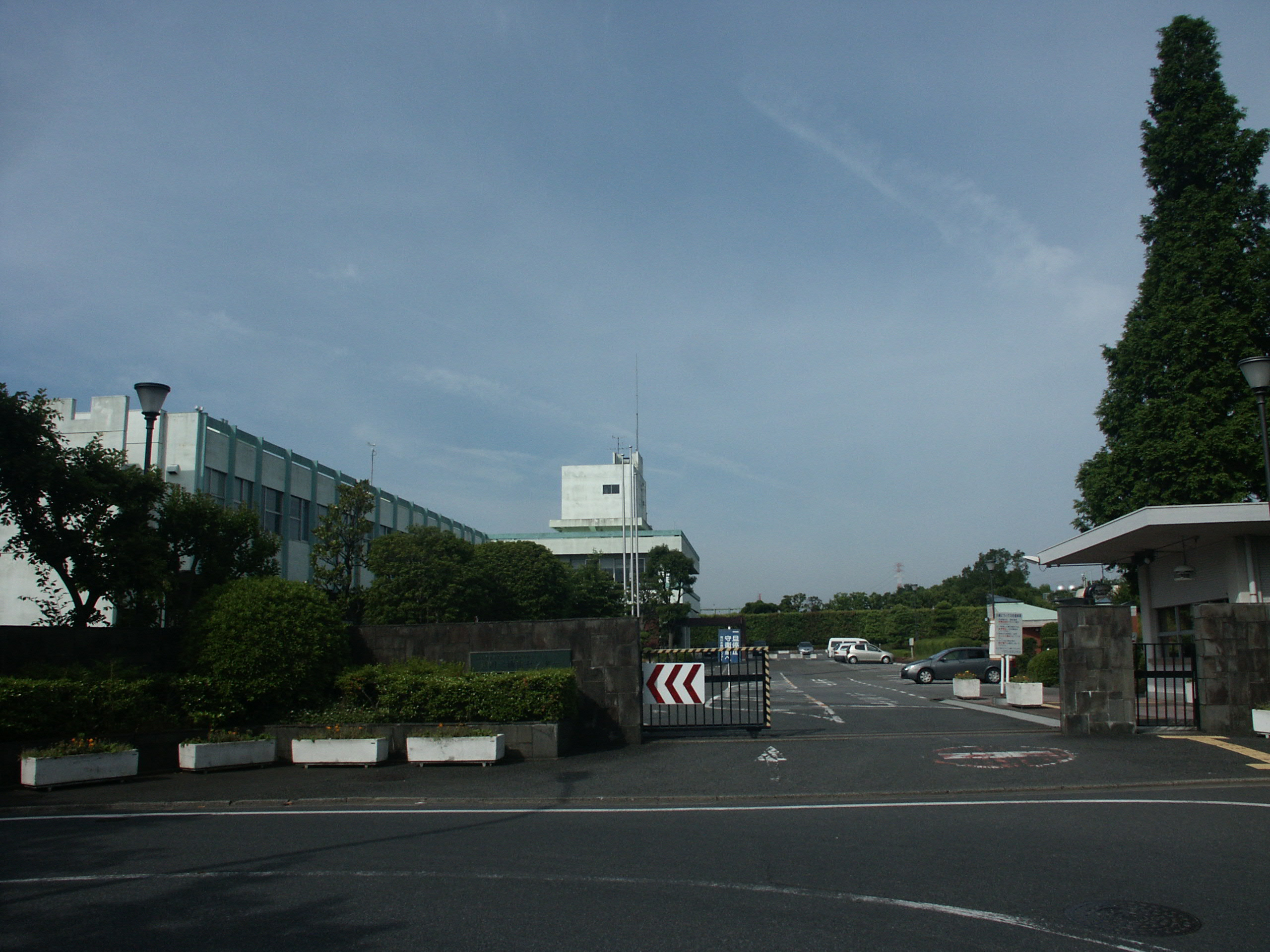
荒川水循環センター

### その他機関
- 日本銀行戸田分館発券センター
- 日本下水道事業団技術開発研修本部
- かんぽ生命保険東日本情報管理センター

### 警察
蕨市にある蕨警察署の管轄となっている。

### 教育

#### 保育園
公立
- - 下戸田保育園
  - 新曽保育園
  - 上戸田保育園
  - 喜沢南保育園
  - 笹目東保育園
  - 上戸田南保育園
  - 新曽南保育園
  - 笹目川保育園

私立
- - きざわ保育園
  - ささめ保育園
  - あけぼの保育園
  - 戸田公園駅前さくら草保育園
  - 戸田駅前保育所（おひさま保育園）
  - 戸田駅前さくら草保育園
  - 戸田こども園
  - とだ虹保育園
  - こだま虹保育園
  - 恵愛保育所

#### 幼稚園
全て私立。
- 戸田幼稚園
- 戸田第一幼稚園
- つつじ幼稚園
- まきば幼稚園
- 戸田ひまわり幼稚園
- ささめ幼稚園
- 戸田東幼稚園
- カトレア幼稚園
- はごろも幼稚園
- 戸田東第二幼稚園

#### 小学校
- 戸田市立戸田第一小学校
- 戸田市立戸田第二小学校
- 戸田市立新曽小学校
- 戸田市立美谷本小学校
- 戸田市立笹目小学校
- 戸田市立戸田東小学校
- 戸田市立戸田南小学校
- 戸田市立喜沢小学校
- 戸田市立笹目東小学校
- 戸田市立新曽北小学校
- 戸田市立美女木小学校
- 戸田市立芦原小学校

#### 中学校
- 戸田市立戸田中学校
- 戸田市立戸田東中学校
- 戸田市立美笹中学校
- 戸田市立喜沢中学校
- 戸田市立新曽中学校
- 戸田市立笹目中学校

#### 高等学校
- 埼玉県立戸田翔陽高等学校
- 埼玉県立南稜高等学校

## 交通

### 鉄道

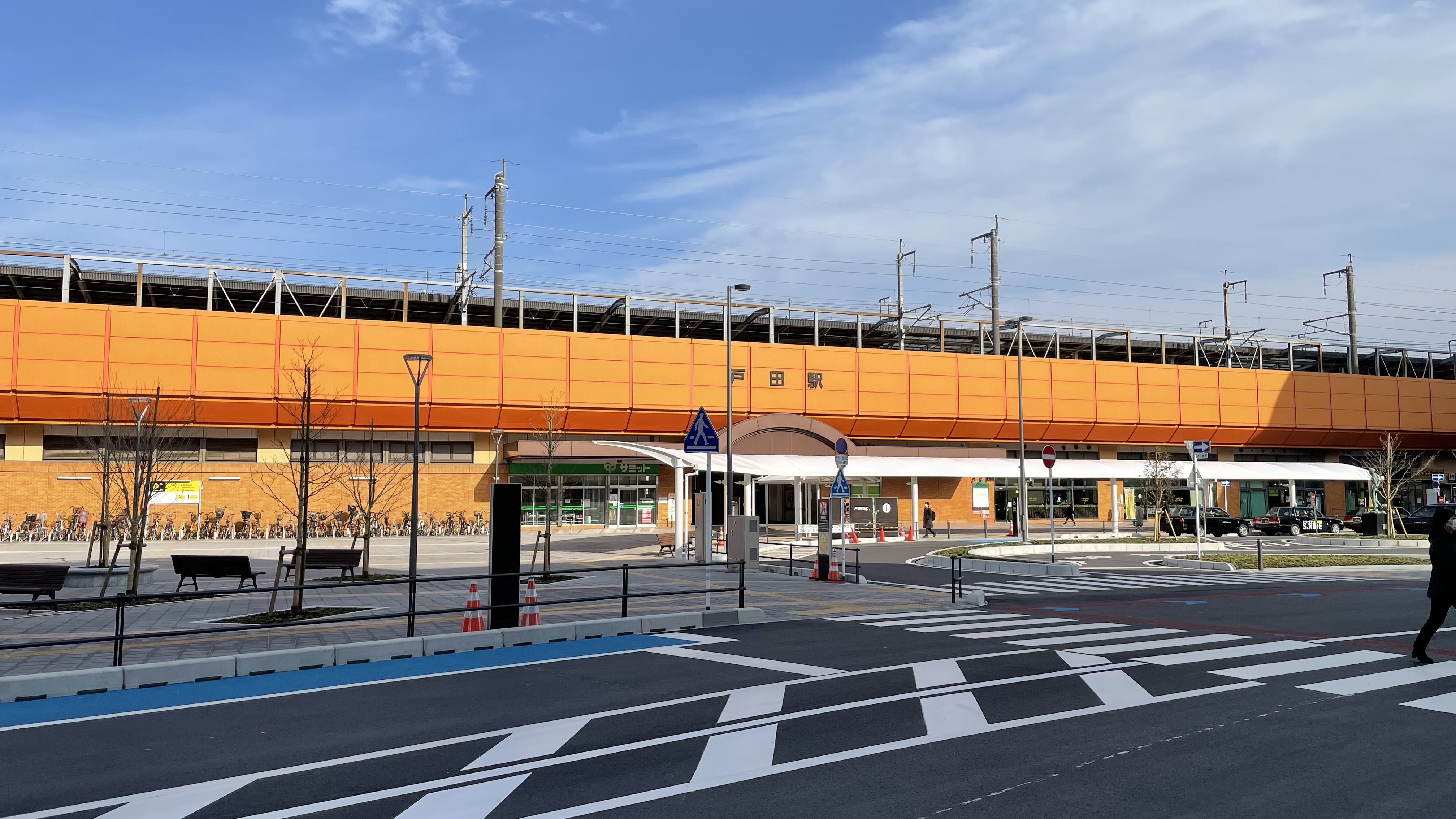
戸田駅西口

中心駅：戸田公園駅
東日本旅客鉄道（JR東日本）
 埼京線
- 戸田公園駅 - 戸田駅 - 北戸田駅

戸田公園駅には快速列車が停車する。
このほか、東北新幹線が埼京線と並行する形で市内を通過しているが、駅はない。

### 路線バス
国際興業バス

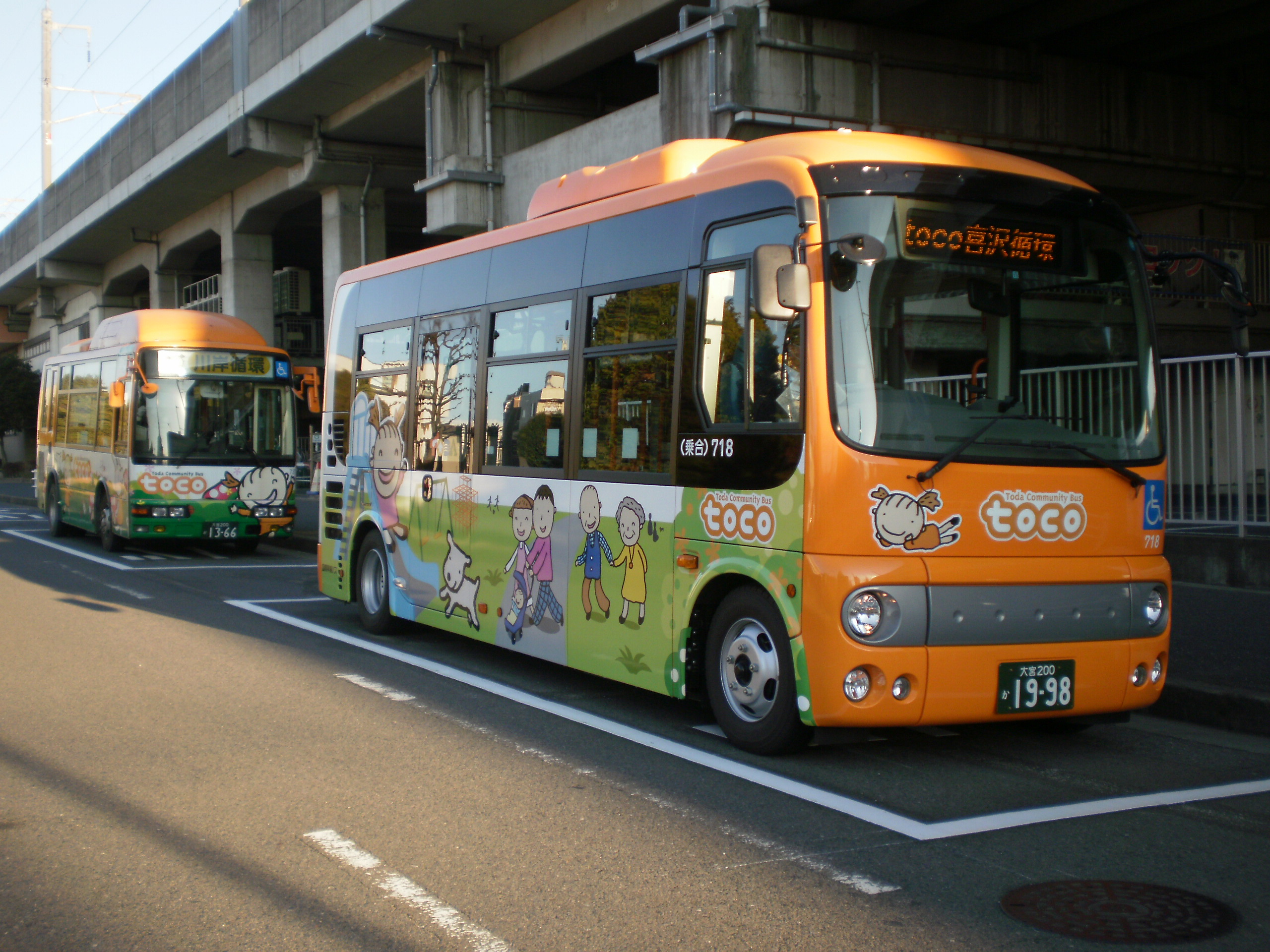
戸田市コミュニティバス『toco』 喜沢循環・川岸循環

- 戸田営業所・川口営業所・練馬営業所・赤羽営業所（深夜バスのみ）・西浦和営業所（深夜急行バスのみ）が運行

Toco
- 全区間100円。喜沢循環・川岸循環・西循環・南西循環・美笹循環の5系統が走っている。

### タクシー
タクシーの営業区域は県南中央交通圏で、川口市・さいたま市・鴻巣市・上尾市などと同じエリアとなっている。

### 道路

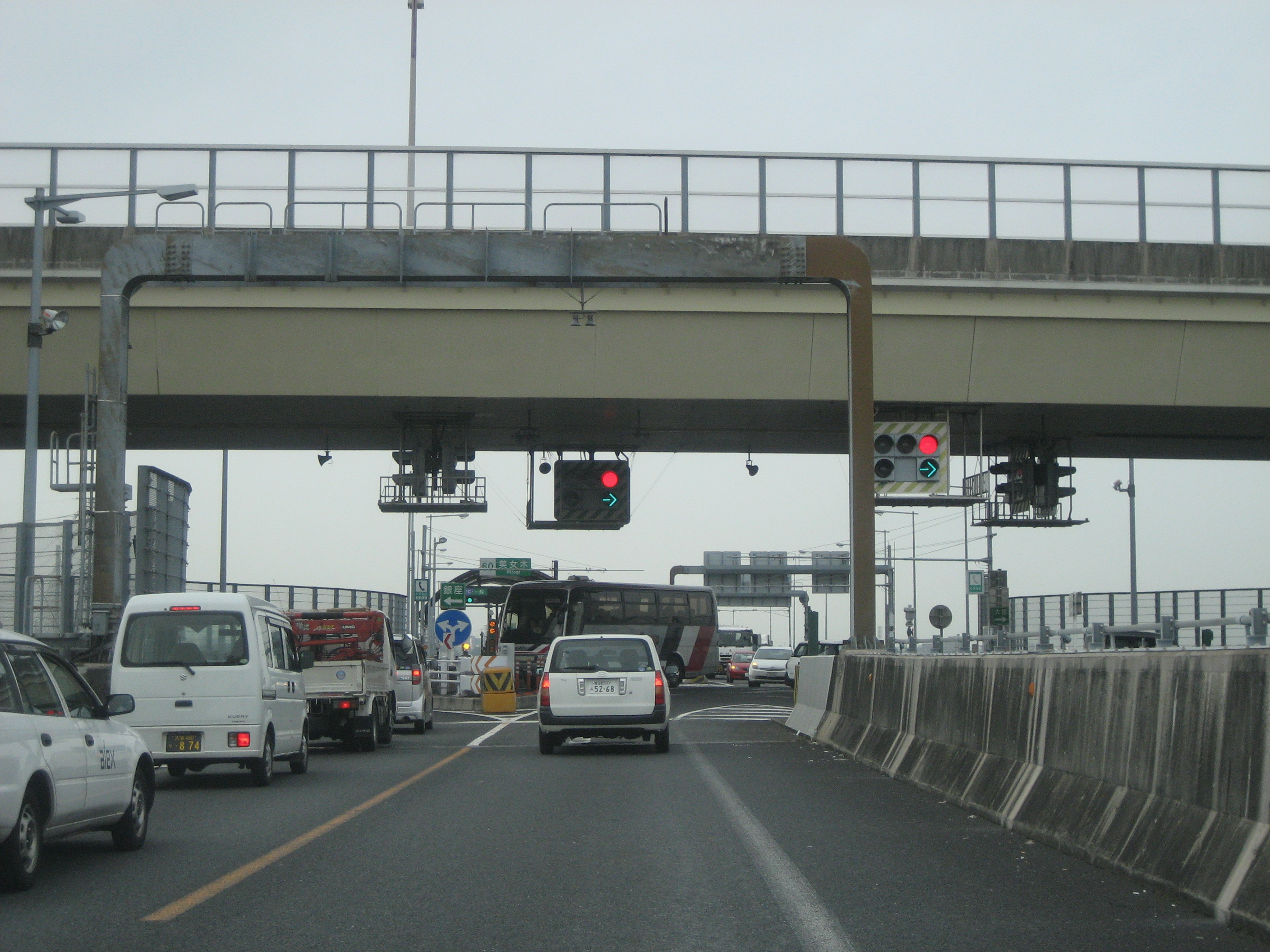
美女木ジャンクション

東部を国道17号（中山道）、西部を国道17号新大宮バイパス（高架上は首都高速道路）がそれぞれ縦断し、北部を国道298号（高架上は東京外環自動車道）が横断する。荒川を隔てた東京都板橋区へは国道17号が、和光市へは国道298号が通じている。朝霞市に直接通じる陸路はない。
高速道路
- 東京外環自動車道
  - 戸田西IC - 美女木JCT - 戸田東IC
- 首都高速道路
  - 5号池袋線
    - 戸田南出入口 - 戸田出入口 - 美女木JCT

  - 埼玉大宮線
    - 美女木JCT

一般国道
- 国道17号
  - 中山道
  - 新大宮バイパス
- 国道298号（東京外郭環状道路）

県道
- 主要地方道
  - 埼玉県道68号練馬川口線（オリンピック通り）
  - 埼玉県道79号朝霞蕨線（旧浜崎蕨線）
- 一般県道
  - 埼玉県道124号高速さいたま戸田線
  - 埼玉県道236号新倉蕨線（五差路通り）
  - 埼玉県道254号高速板橋戸田線
  - 埼玉県道382号早瀬さいたま線（旧早瀬浦和線）

市道
太字は民間事業者が命名権を買収し名付けた道路愛称。命名権料は10年契約で、1km当たり790万円。民間事業者に道路命名権を与えた例は、埼玉県内では北本市に続き2例目。
- 中央病院通り - 戸田公園駅東口から戸田中央総合病院へ向かう389mの道路。
- イオンわくわく通り - イオンモール北戸田の南側に東西に伸びる783mの道路。

## 市外局番
- 市外局番は市内全域が「川口048」（それ以外の048地域は市外扱い）。

## まちづくり・コミュニティ
戸田市では、現在以下のような事業を推進している。
- 戸田市地域通貨「オール」 
当市だけで通用するエコマネー。名前の由来は、戸田「ボート」のオールから。
形状は紙幣を二まわりほど小さくしたもの。紙面にも戸田のボートが描かれている。
- 戸田市共通商品券・コイン型
当市だけで通用するマネー。１枚1,000円
敬老祝品として戸田市に１年以上在住の70歳以上の方対象に配布される。
- 戸田市男女共同参画センター
- 広報戸田市 
毎月、1日と15日の2回（ただし1月・8月・12月は1日号のみ）発行されている。戸田市のホームページでバックナンバーを読むこともできる。
2002年5月1日号(800号)より現在のスタイルとなっており、当広報のマスコットキャラクターとして「コーくん」と「ホーちゃん」が登場している。
- ふれあい戸田
当市のテレビ広報番組。毎月1回更新。地上波：テレ玉では毎週日曜日の午前にて、同市をエリアとするCATV：JCN埼玉では毎月第1と第3週の月曜日から日曜日の昼にて、それぞれ放送されている。
また、戸田市のホームページにて過去に放送された内容を動画で視聴できる[注釈 3]。
- 戸田市生涯学習課 
公民館やマナビィ講座などの情報を管理。
- とだみちゃん
戸田ヶ原自然再生キャラクター、
戸田ヶ原の『とだ』と、見守るの『み』から『とだみちゃん』と名づけられた。[7]

## 観光ほか
- 戸田橋
- 幸魂大橋
- 戸田漕艇場
- 戸田競艇場
- 戸田橋花火大会
- 戸田ふるさと祭り
- 戸田市商工祭
- 上戸田商店会イベント
  - 上戸田ゆめまつり

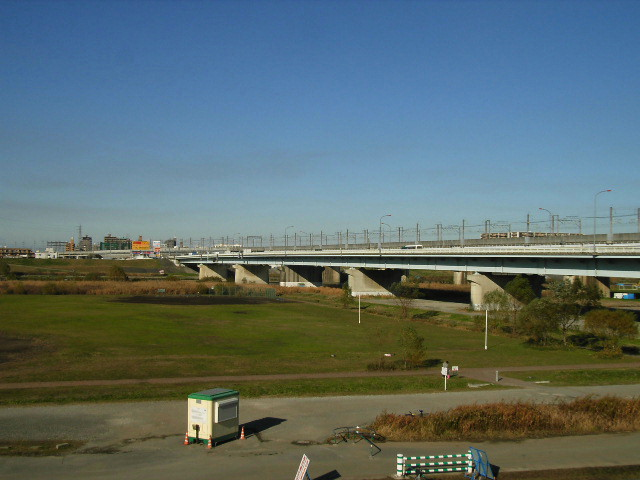
東京側から見た戸田橋（2004年12月）

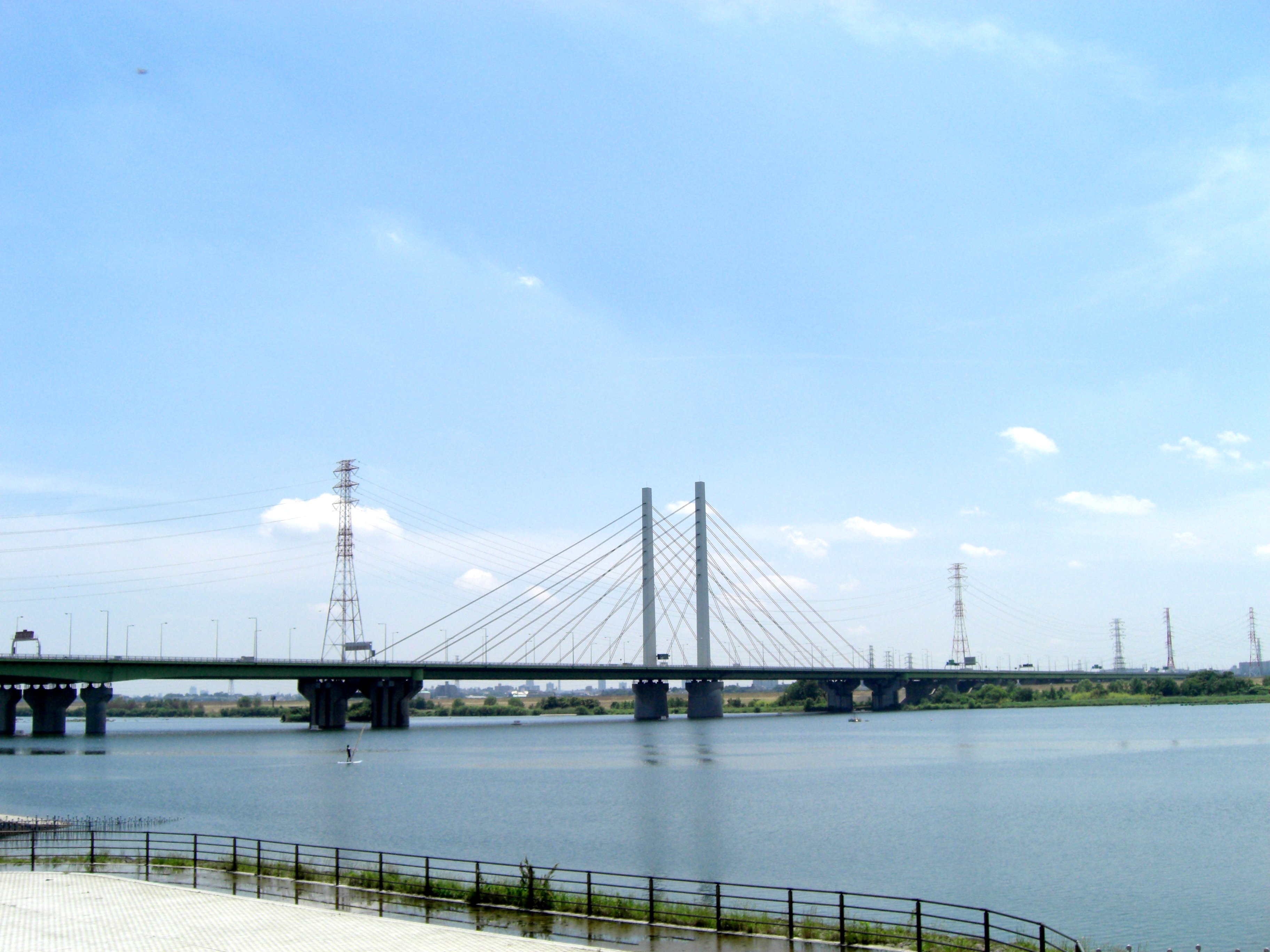
幸魂大橋

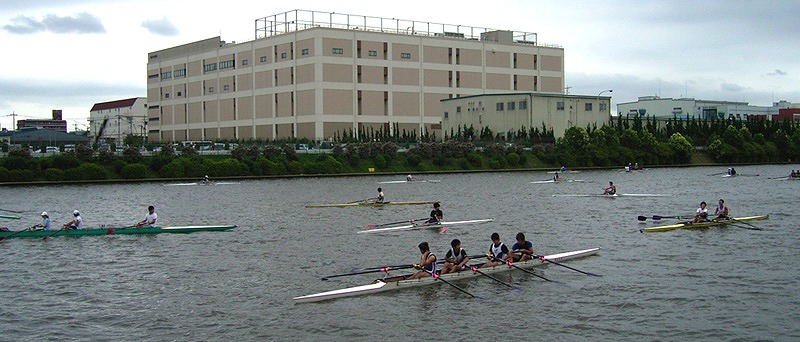
戸田漕艇場

  - イルミネーション上戸田（2008年よりイルミリンク上戸田に名称変更）
  - 上戸田ナイトバザール
  - 絵ンジョイストリート

## 著名な出身者

### 政治
- 菅原文仁（戸田市長）
- 斎藤純忠（元戸田市長）
- 神保国男（前戸田市長）
- 清水勇人（さいたま市長）

### 経済
- 鳥羽周作（フレンチレストランsioのオーナーシェフ）

### 文化
- 中原裕（漫画家）
- 荻野眞弓（漫画家）
- 高柳蕗子（歌人）
- 志倉千代丸（音楽プロデューサー）
- もりちよこ（作詞家）

### スポーツ
- 宇賀神友弥（サッカー選手、浦和レッズ、元日本代表）
- 土光真代（サッカー選手、INAC神戸レオネッサ、元日本女子代表）
- 長谷川唯（サッカー選手、マンチェスター・シティ、日本女子代表）
- 黄学淳（元サッカー選手、水戸ホーリーホック）
- 久保田勲（元サッカー選手、栃木SC）
- 新井克太郎（元野球選手、横浜大洋ホエールズ）
- 野川拓斗（元野球選手、横浜DeNAベイスターズ）
- 岸里奈（体操選手）
- 菅原リサ（元体操選手）
- 大畠佑紀（元体操選手）
- 内海健治（空手家）
- 浅生恭子（元レスラー）
- 黒井達矢（競艇選手）

### 芸能
- 夏菜（女優・タレント） - とだPR大使
- 藤田ニコル（ファッションモデル・タレント）
- 吉沢京子（女優）
- 梶原真弓（女優・タレント、元シェイプUPガールズ）
- 田中美麗（女優・ファッションモデル、元SUPER☆GiRLS）
- 及川ひとみ（声優）
- 石井未紗（声優）
- 立川談春（落語家）
- くまきもえ（ラジオパーソナリティ）
- 黒須遥香（アイドル、AKB48）